# Leith Brodie
Leith Brodie (Kempsey (New South Wales), 16 juli 1986) is een Australische zwemmer. Hij vertegenwoordigde zijn vaderland op de Olympische Zomerspelen 2008 in Peking.

## Carrière
Bij zijn internationale debuut, op de wereldkampioenschappen kortebaanzwemmen 2004 in Indianapolis, Verenigde Staten, eindigde Brodie als achtste op de 200 meter wisselslag en strandde hij in de halve finales van de 100 meter wisselslag. Op de wereldkampioenschappen zwemmen 2005 in Montréal, Canada werd de Australiër uitgeschakeld in de halve finales van de 200 meter wisselslag. Samen met Michael Klim, Andrew Mewing en Patrick Murphy veroverde hij de bronzen medaille op de 4x100 meter wisselslag.
Tijdens de Gemenebestspelen 2006 in Melbourne, Australië eindigde Brodie als vierde op de 200 meter wisselslag. In Shanghai, China nam de Australiër deel aan de Wereldkampioenschappen kortebaanzwemmen 2006, op dit toernooi eindigde hij als vierde op de 200 meter wisselslag, als zevende op de 400 meter wisselslag en strandde hij in de halve finales van de 100 meter wisselslag. Op de Pan Pacific kampioenschappen zwemmen 2006 in Victoria, Canada eindigde Brodie als vierde op de 200 meter wisselslag, als zesde op de 400 meter wisselslag en als achtste op de 200 meter vrije slag. Samen met Eamon Sullivan, Andrew Mewing en Kenrick Monk sleepte hij de bronzen medaille in de wacht op de 4x100 meter vrije slag, op de 4x200 meter vrije slag legde hij samen met Andrew Mewing, Nicholas Ffrost en Kenrick Monk beslag op de bronzen medaille.
In Melbourne nam de Australiër deel aan de wereldkampioenschappen zwemmen 2007, op dit toernooi werd hij uitgeschakeld in de halve finales van de 200 meter wisselslag. Op de wereldkampioenschappen kortebaanzwemmen 2008 in Manchester, Groot-Brittannië eindigde Brodie als vierde op zowel de 100 als de 200 meter wisselslag, op de 400 meter wisselslag strandde hij in de series. Samen met Grant Brits, Kirk Palmer en Kenrick Monk eindigde hij als vijfde op de 4x100 meter vrije slag. Tijdens de Olympische Zomerspelen van 2008 in Peking, China werd de Australiër uitgeschakeld in de halve finales van de 200 meter wisselslag. Op de 4x100 meter vrije slag zwom hij samen met Andrew Lauterstein, Patrick Murphy en Matt Targett, in de finale sleepten Lauterstein en Targett samen met Eamon Sullivan en Ashley Callus de bronzen medaille in de wacht. In de series van de 4x200 meter vrije slag vormde hij een ploeg samen met Nicholas Ffrost, Grant Brits en Kirk Palmer, in de finale legden Ffrost en Brits samen met Patrick Murphy en Grant Hackett beslag op de bronzen medaille. Voor zijn inspanningen in de series van beide estafettes ontving Brodie twee bronzen medailles.

### 2009-heden
In de Italiaanse hoofdstad Rome nam de Australiër deel aan de wereldkampioenschappen zwemmen 2009, op dit toernooi eindigde hij als vijfde op de 200 meter wisselslag en strandde hij in de series van de 400 meter wisselslag.
Op de Pan Pacific kampioenschappen zwemmen 2010 in Irvine eindigde Brodie als zesde op de 200 meter wisselslag, op zijn overige afstanden werd hij uitgeschakeld in de series. Op de 4x200 meter vrije slag veroverde hij samen met Thomas Fraser-Holmes, Nicholas Ffrost en Kenrick Monk de bronzen medaille. Tijdens de Gemenebestspelen 2010 in Delhi sleepte de Australiër de bronzen medaille in de wacht op de 200 meter wisselslag.

## Internationale toernooien
| Jaar | Olympische Spelen | WK langebaan                            | WK kortebaan                                                                   | Pan Pacifics                                                                                              | Gemenebestspelen   |
| ---- | --- | --------------------------------------- | ------------------------------------------------------------------------------ | --- | ------------------ |
| 2004 | geen deelname |                                         | 10e 100m wisselslag 8e 200m wisselslag                                         | |                    |
| 2005 | | 10e 200m wisselslag · 4x100m vrije slag |                                                                                | |                    |
| 2006 | |                                         | 10e 100m wisselslag 4e 200m wisselslag 7e 400m wisselslag                      | 4e 200m wisselslag · 6e 400m wisselslag · 8e 200m vrije slag · 4x100m vrije slag · 4x200m vrije slag      | 4e 200m wisselslag |
| 2007 | | 10e 200m wisselslag                     |                                                                                | |                    |
| 2008 | 14e 200m wisselslag · 4x100m vrije slag · Brodie zwom enkel in de series · 4x200m vrije slag · Brodie zwom enkel in de series |                                         | 4e 100m wisselslag 4e 200m wisselslag 12e 400m wisselslag 5e 4x100m vrije slag | |                    |
| 2009 | | 5e 200m wisselslag 14e 400m wisselslag  |                                                                                | |                    |
| 2010 | |                                         | geen deelname                                                                  | 39e 100m vrije slag · 20e 200m vrije slag · 30e 100m vlinderslag · 6e 200m wisselslag · 4x200m vrije slag | 200m wisselslag    |

## Persoonlijke records
Bijgewerkt tot en met 12 augustus 2009

### Kortebaan
| Afstand         | Tijd    | Datum            | Plaats     |
| --------------- | ------- | ---------------- | ---------- |
| 100m vrije slag | 47,90   | 9 april 2008     | Manchester |
| 200m vrije slag | 1.46,25 | 29 augustus 2007 | Melbourne  |
| 100m wisselslag | 51,96   | 12 augustus 2009 | Hobart     |
| 200m wisselslag | 1.52,86 | 10 augustus 2009 | Hobart     |
| 400m wisselslag | 4.08,49 | 25 augustus 2006 | Hobart     |

### Langebaan
| Afstand         | Tijd    | Datum           | Plaats |
| --------------- | ------- | --------------- | ------ |
| 100m vrije slag | 49,19   | 25 maart 2008   | Sydney |
| 200m vrije slag | 1.47,47 | 24 maart 2008   | Sydney |
| 200m wisselslag | 1.56,69 | 30 juli 2009    | Rome   |
| 400m wisselslag | 4.15,52 | 2 augustus 2009 | Rome   |